# BBC Singers
Le BBC Singers est un chœur de chambre britannique et chœur de chambre professionnel de la BBC, fondé en 1924. 
L'ensemble est l'un des six orchestres et chœurs au sein de la BBC, basé aux Maida Vale Studios de la BBC, à Londres. Seul chœur britannique professionnel permanent, les BBC Singers se produisent en concerts directs, lors de retransmissions radiophoniques, par l'enregistrement et dans des ateliers d'éducation. La chorale se produit régulièrement aux côtés d'autres ensembles de la BBC, tels que l'Orchestre symphonique de la BBC et est un invité régulier des Proms. Les émissions radio sont données de plusieurs emplacements à travers le pays, notamment St Giles-whithout-Cripplegate et St Paul's Knightsbridge.
Les BBC Singers jouent régulièrement aux côtés des grands orchestres et des plus grands chefs d'orchestre et font des apparitions lors d'invitation pour des événements nationaux, par exemple pour les funérailles de Diana, Princesse de Galles à l'Abbaye de Westminster. Parmi les anciens membres les plus célèbres du groupe citons : Peter Pears, Sarah Connolly, Judith Bingham (en) et Harry Christophers.
En 2023, la BBC annonce la fermeture du chœur, avant de se raviser.

## Histoire
En 1924, la BBC engage Stanford Robinson en tant que chef de chœur. Il forme une chorale pour un concert avec Immortal Hour de Rutland Boughton. Cette chorale, connue comme « The Wireless Chorus » (Chœur sans fil), est par la suite établie en tant que chœur professionnel permanent. En 1927, la BBC crée un octuor nommé « The Wireless Singers », formé de membres du Wireless Chorus, pour les spectacles où seul un petit nombre de chanteurs sont nécessaires. Les chefs invités des deux ensembles, dès ces premières années sont, Edward Elgar, Igor Stravinsky, Arnold Schönberg et John Barbirolli.
En 1931, The Wireless Chorus est invité à participer au festival de la Société internationale pour la musique contemporaine, la première de cet événement en Grande-Bretagne. Après le succès de 1931, l'ensemble s'établit par lui-même comme les plus grands promoteurs de la musique contemporaine au Royaume-Uni, réputation encore confirmée aujourd'hui par les BBC Singers.
Avec l'arrivée de Leslie Woodgate en tant que chef de chœur général en 1934, le groupe est rebaptisé BBC Singers et divisé en deux octuors, connu comme chanteurs A et chanteurs B, dont l'un spécialisé dans le répertoire ancien, notamment la polyphonie de la Renaissance et les madrigaux, et l'autre plus spécialisé dans la musique plus légère et des numéros de revue. Les chanteurs étaient généralement payés 1 £ par semaine, plus pour les chanteurs B. En 1939, Woodgate décrit les attributs et le fonctionnement des différents chœurs de la BBC, notamment le chœur professionnel, dans une interview pour The Musical Times.
Au cours de la Seconde Guerre mondiale, le chœur est forcé de déménager plusieurs fois de sa base à Maida Vale, et prend brièvement résidence à Bristol, Bangor et Bedford. En 1945, la chorale donne la première de la cantate en  temps de guerre, Figure humaine de Francis Poulenc à partir de la salle de concert de la maison de télédiffusion le siège de la BBC à Londres (Broadcasting House). Après la guerre, à partir de la fin des années 1940 et ensuite, les BBC Singers entament une tournée à travers l'Europe, sous la direction de chefs tels que Herbert von Karajan, Wilhelm Furtwängler et Bruno Walter. En Angleterre, le chœur travaille avec Georges Enesco, Thomas Beecham, Otto Klemperer et Igor Stravinsky. À partir de 1946, ils deviennent un élément régulier du troisième programme de la BBC, le nouveau réseau radio consacré aux arts. 
Au cours des années 1950, le chœur donne en création des œuvres de Darius Milhaud, Frank Martin, Paul Hindemith, Gerald Finzi, Michael Tippett, Pierre Boulez, Arthur Bliss et Karol Szymanowski. Pierre Boulez commence une association longue et régulière avec le chœur, en 1964.
À la mort de Woodgate en 1961, Peter Gellhorn reprend le cours de la chorale. Il réorganise les effectifs professionnels, abolit la division A et B en faveur d'une force unique de 28 voix, rebaptisée, « BBC Chorus ». À la suite de la nomination de John Poole comme chef de chœur en 1972, le chœur revient à son ancien nom, « BBC Singers ». 
La nomination de Bo Holten en tant que chef invité en 1991, introduit une nouvelle approche et orientation vers la musique ancienne. Les BBC Singers travaillent maintenant régulièrement avec des spécialistes de la musique ancienne, notamment Peter Phillips (Tallis Scholars) et Robert Hollingworth (I Fagiolini). 
Stephen Cleobury, chef de chœur de 1995 à 2007, a maintenant le titre de chef lauréat de l'ensemble. Bob Chilcott est le chef invité principal du chœur. Depuis 2007, le chef de chœur est David Hill, dont le mandat se conclut après la saison 2017-2018.
En mai 2017, la BBC annonce la nomination de Sofi Jeannin, première femme chef de chœur à être nommée à ce poste, à compter de juillet 2018,.
En 2023, la BBC annonce la fermeture du chœur, provoquant de nombreuses réactions d'indignation et de soutien à l'ensemble vocal. Quelques semaines après, la BBC se ravise et annonce suspendre son projet.

## Directeurs et chefs de chœur
Comme chefs permanents du chœur se sont succédé :
- Stanford Robinson (1924-1932) ;
- Cyril Dalmaine (1932-1934) ;
- Leslie Woodgate (1934-1961) ;
- Peter Gellhorn (1961-1972) ;
- John Poole (1972-1989) ;
- Stephen Cleobury (1995-2007) ;
- David Hill (2007-2017) ;
- Sofi Jeannin (depuis 2018).

## Commandes et créations
Pendant son histoire, les BBC Singers ont joué et commandé plus d'une centaine d'œuvres nouvelles.
Liste des œuvres commandées :
- Judith Bingham (en) – A Winter Walk at Noon – Première diffusion le 2 mars 1986
- Benjamin Britten – A Shepherd's Carol & Chorale: Our Father Whose Creative Will – Première diffusion le 24 décembre 1944
- Peter Maxwell Davies – Apple-Basket: Apple-Blossom – Première diffusion le 23 décembre 1990
- James Dillon – Viriditas – Première diffusion le 24 avril 1994
- Nicola LeFanu – L'Histoire de Mary O'Neill – Première diffusion le 4 janvier 1989
- Thea Musgrave – For the Time Being: Advent – Première diffusion le 18 juillet 1987
- Edmund Rubbra – Veni, Creator Spiritus – Première diffusion le 5 août 1966
- Michael Tippett – The Weeping Babe – Première diffusion le 24 décembre 1944
- Iannis Xenakis – Nymphes de la mer – Première diffusion le 16 septembre 1994

Parmi les œuvres créées, figurent notamment des pièces de Richard Rodney Bennett (Serenades, 2008), Benjamin Britten (A Boy was Born, 1934 ; Hymne à sainte Cécile, 1942), Michael Berkeley, Harrison Birtwistle (Neruda Madrigales, 2005), John Casken (en), Peter Maxwell Davies, Pascal Dusapin (La Melancholia, 1992), Michael Finnissy (Seven Sacred Motets, 1991), Gerald Finzi (Seven Unaccompanied Part Songs, op. 17, 1938), Olivier Greif (Requiem, 2002), Hans Werner Henze (Orpheus behind the Wire, 1985 ; Der Idiot, 1991), Oliver Knussen (Frammenti da « Chiara », 1986 ; Chiara, 1995), Magnus Lindberg (Untitled, 1991), Jonathan Lloyd (en) (Missa brevis, 1989), James MacMillan (Màiri, 1995), Peter Maxwell Davies (Angelus, 2004), Thea Musgrave, Francis Poulenc (Figure humaine, 1945), Steve Reich (Proverbs, 1995), Edmund Rubbra (Mass in Honour of St Teresa of Avila, 1981), Robert Saxton, Gerard Schurmann (The Double Heart, 1977), Giles Swayne (en) (Cry, 1980), Phyllis Tate (en) (To Words by Joseph Beaumont, 1973), John Tavener, Michael Tippett, Anton Webern (Das Augenlicht, 1938), John Woolrich (The Old Year, 1999) ou Iannis Xenakis (Sea Nymphs, 1994).
En 2002, Edward Cowie est le premier compositeur associé aux BBC Singers, avec les fonctions de composer de nouvelles œuvres chaque année pour les concerts du chœur et participer aux ateliers avec de jeunes compositeurs des écoles, des universités et collèges de musique. Judith Bingham est la seconde à remplir ce poste, en 2004 et Gabriel Jackson reprend la fonction en 2010.

## Discographie sélective
- Judith Bingham – Remoter Worlds – dir. David Hill (2008, Signum Classics SIGCD144)
- Judith Weir – The Welcome Arrival of Rain – BBC Symphony Orchestra, dir. Martyn Brabbins (2008, NMC D137)
- Janáček – Les Voyages de Monsieur Brouček – BBC Symphony Orchestra, dir. Jirí Belohlávek (2008)
- Elizabeth Maconchy – Music for voices – Odaline de la Martinez (2007, LNT127)
- Rachmaninoff – Francesca di Rimini – BBC Philharmonic, dir. Gianandrea Noseda (2007, Chandos 10442)
- Bob Chilcott – Man I Sing – dir. Bob Chilcott, (2007, Signum Classics SIGCD100)
- Brian Ferneyhough – Œuvres chorales – dir. Lontano, Odaline de la Martinez (2007, Metier msv28501)
- Michael Tippett – Choral Images – dir. Stephen Cleobury (2007, Signum Classics SIGCD092)
- Paul Dukas – Ariane et Barbe-Bleue – BBC Symphony Orchestra, dir. Leon Botstein (2007, Telarc 80680)
- Britten – Death in Venice – City of London Sinfonia, dir. Richard Hickox (2005, 2CD Chandos 10280)
- One Star, At Last – A selection of carols of our time  – dir. Stephen Cleobury (2005, Signum Classics SIGCD067)
- Alexander Levine – Kolokolà – dir. James Morgan (2005, Albany TROY736)